# 小行星114239
小行星114239（114239 Bermarmi）是一颗绕太阳运转的小行星，为主小行星带小行星。该小行星于2002年11月20日发现。
該小行星以發現者詹姆斯·惠特尼·楊的父親伯納德·楊（Bernard Young）、母親瑪麗·楊（Mary Young）和哥哥邁克爾·楊（Michael Young）命名。

## 轨道参数
小行星114239的轨道半长轴为392 740 347 km，2.6252697 UA，离心率为0.128。